# Pyttipanna

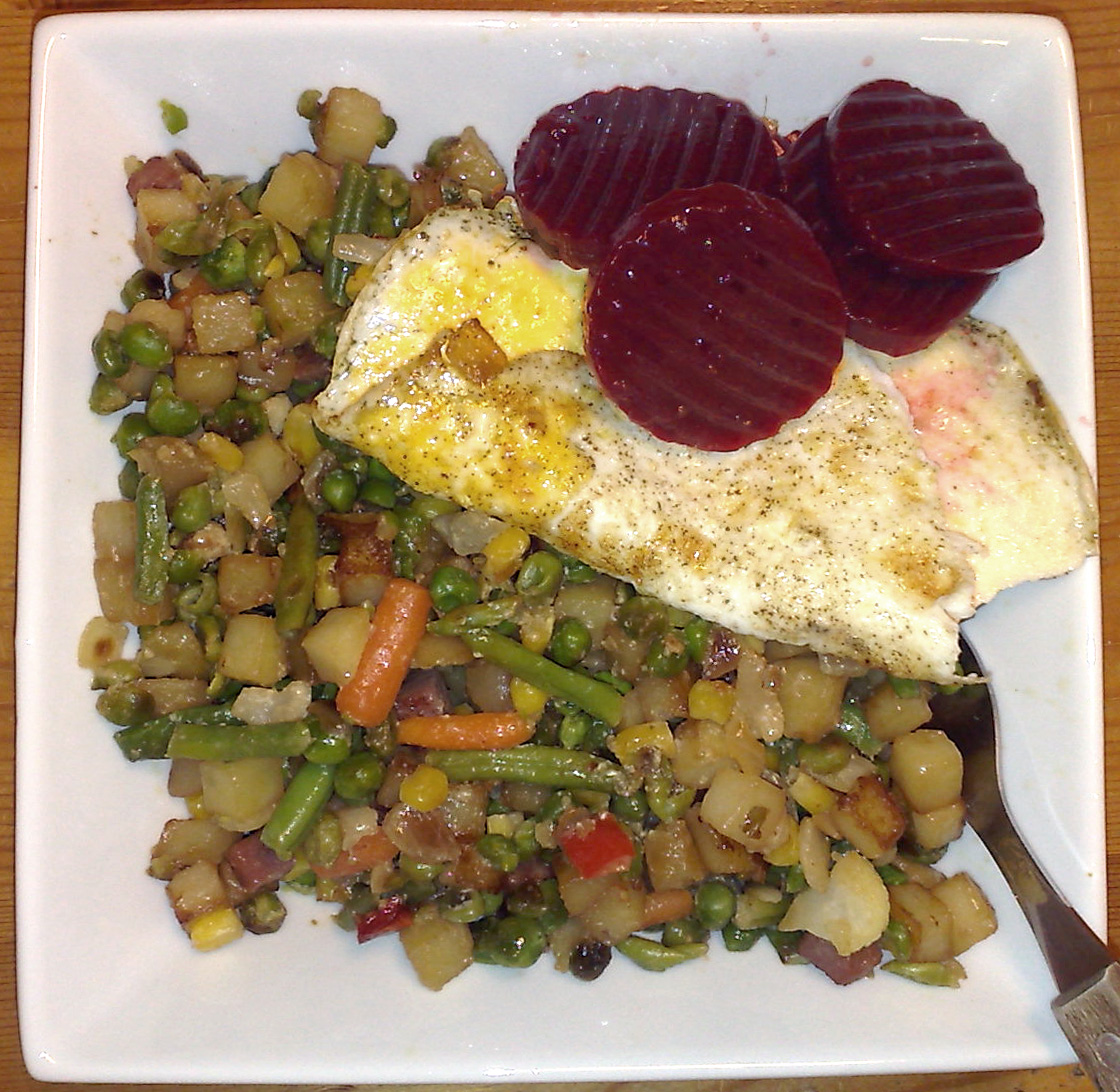
Un plato de verdura pyttipanna, remolacha y huevo frito.

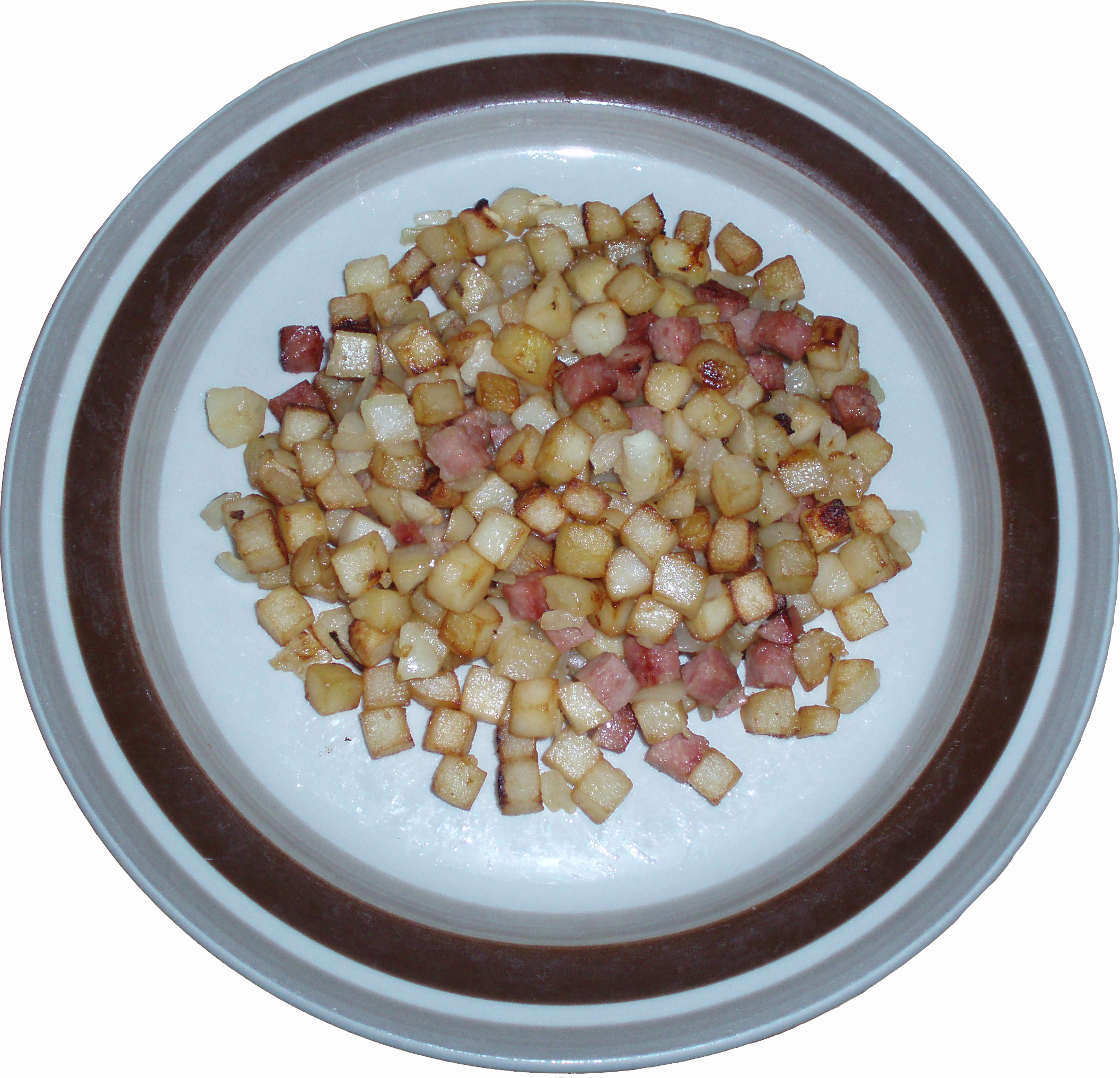
Un plato lleno de pyttipannu industrial.

Se llama pyttipanna o pytt i panna (en sueco ‘trocitos en sartén’), en la cocina sueca es una comida variada hecha en trocitos, parecida al hash. Tradicionalmente consiste en patata, cebolla y cualquier tipo de carne o salchicha, todo ello en cubos y frito en sartén. Suele servirse con huevo frito, remolacha encurtida en trozos, pepinillo y alcaparras. El plato se hacía tradicionalmente con las sobras de comidas anteriores pero actualmente es mucho más frecuente preparar pyttipanna a partir de ingredientes crudos. Puede encontrarse pyttipanna congelado de muchos tipos en casi cualquier supermercado sueco o finlandés. También es un plato popular en Finlandia, donde se le llama pyttipannu.
Existen muchas variantes del plato, entre otras razones para satisfacer a la creciente población vegetariana y vegana. El pyttipanna es básicamente el mismo plato que el biksemad danés. 
Pyttipanna se abrevia a menudo como pytt y ocasionalmente se le llama hänt i veckan (‘ocurrió esta semana pasada’) reflejando su origen como plato hecho de sobras y haciendo un juego de palabras refiriéndose a uno de los más populares revistas de prensa rosa en Suecia

## Platos parecidos
- Bubble and squeak, de la cocina inglesa
- Colcannon, de la cocina irlandesa
- Rumbledethumps, de la cocina escocesa
- Biksemad, de Dinamarca
- Trinxat, de la región catalana del Ampurdán (España)
- Roupa velha (‘ropa vieja’), plato portugués hecho con sobras del cozido
- Stamppot, de la cocina holandesa
- Stoemp, de Bélgica
- Hash, de la cocina estadounidense